# Géonef

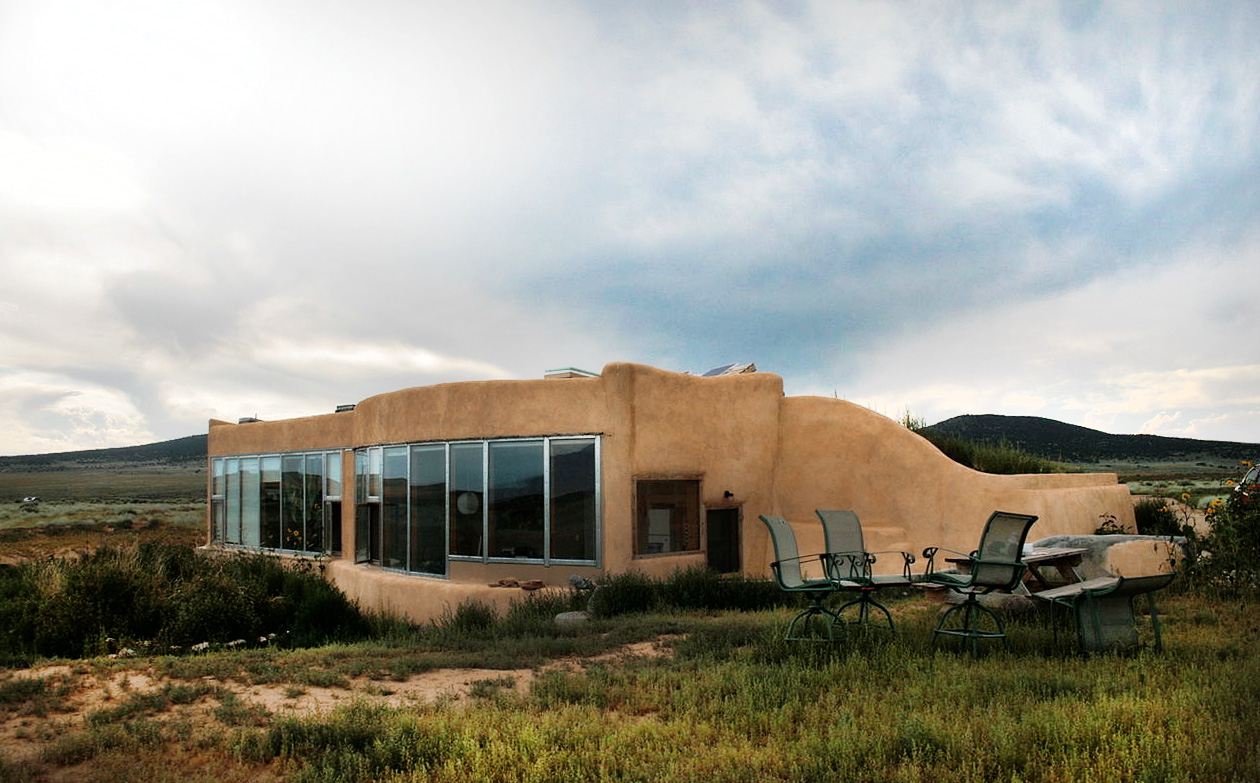
Extérieur d'une géonef moderne.

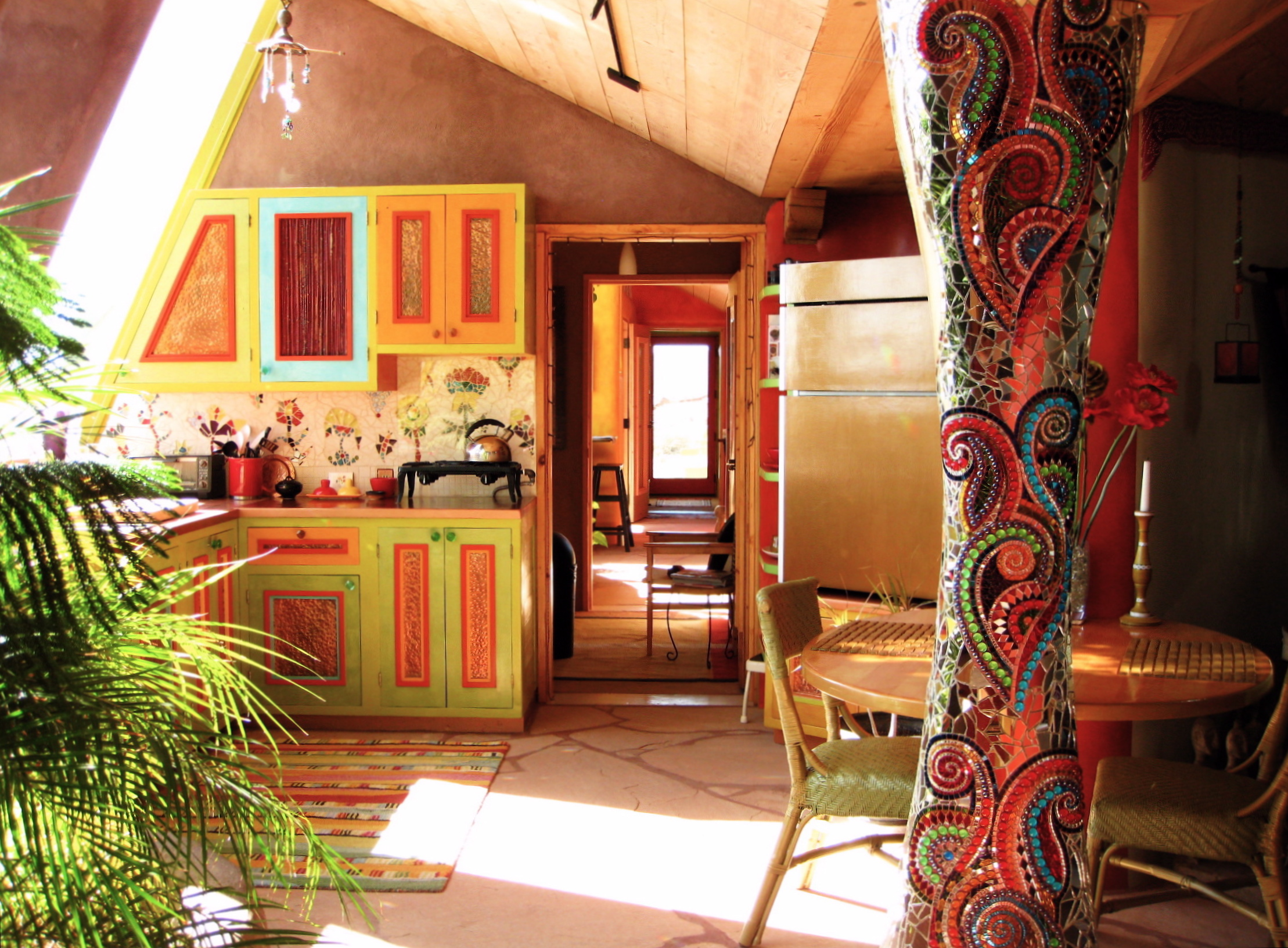
Intérieur du Solaria Earthship (Taos, Nouveau-Mexique).

Une géonef,, aussi désignée sous le terme anglais d'earthship, est une habitation respectant l'environnement, autoconstruite à moindre coût en se basant sur la récupération et le recyclage de matériaux. Elle est conçue pour être autonome des énergies fossiles, autosuffisante en eau, en électricité, pour sa régulation thermique, voire en nourriture.

## Historique

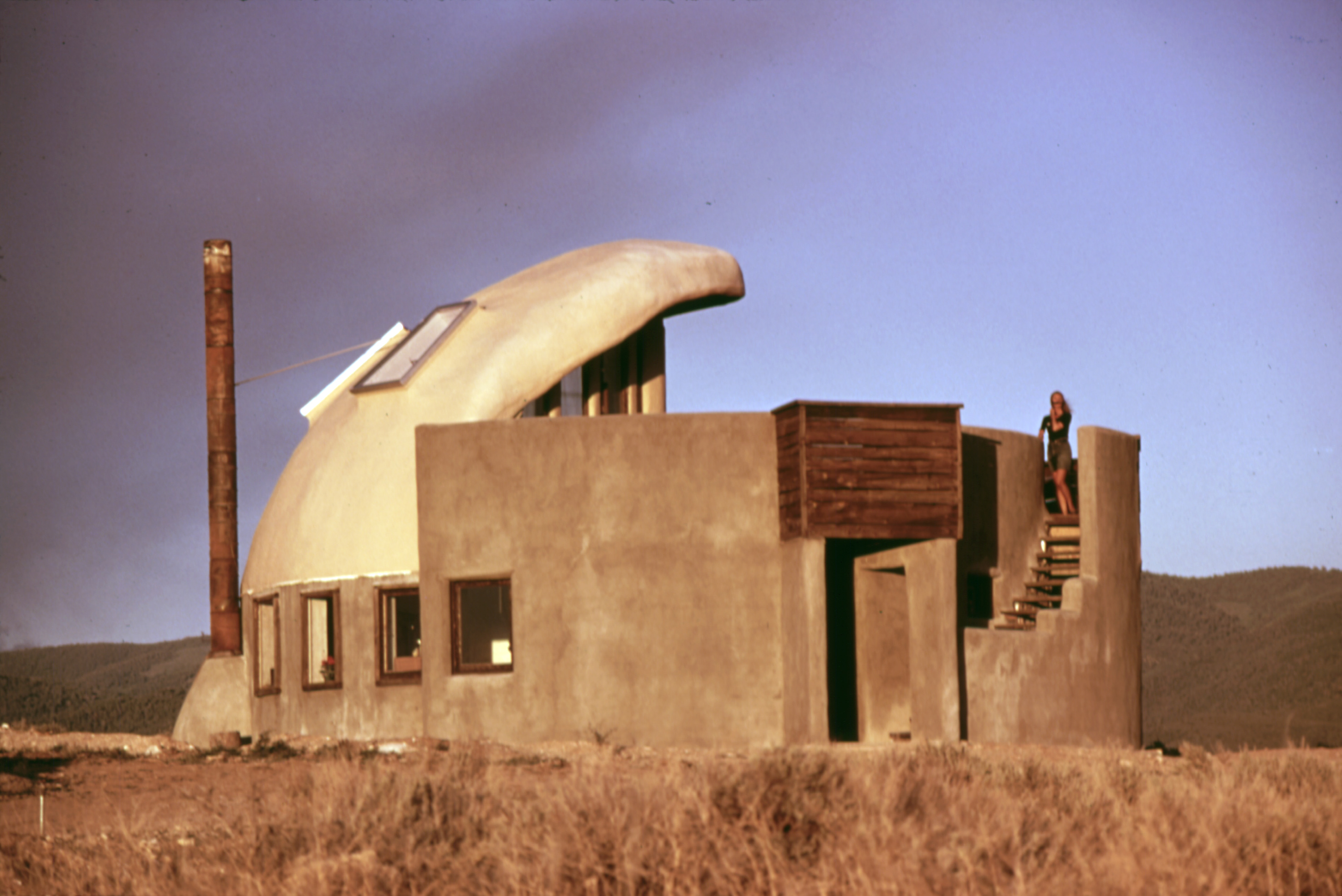
Première géonef expérimentale, au Nouveau-Mexique à Taos.

L'origine de ce type de projet remonte à la période hippie et la volonté de retour à la terre, durant les années 1970. Le promoteur des earthships est un architecte américain, Michael Reynolds. La première communauté créée sur ce principe l'a été au Nouveau-Mexique à Taos sur un terrain de 640 hectares, et depuis les géonefs sont fréquemment bâties dans le cadre de chantiers participatifs.
La construction des maisons se fait souvent à l'aide de matériaux de réutilisation, notamment des pneus, des canettes en aluminium, des bouteilles en verre et des boîtes de conserve. Le bois est également un matériau couramment utilisé dans les géonefs.
Les constructeurs reprennent aussi des techniques utilisées depuis longtemps comme les murs en pisé, adobe, torchis ou autres. La vie de tous les jours au sein de ces earthships se fait elle aussi en adéquation avec la nature, le but étant l'autosuffisance. Les eaux de pluie sont récupérées, l'énergie est produite à l'aide de panneaux solaires, on utilise souvent des toilettes sèches, une serre est intégrée et utilise les eaux usées pour faire pousser des plantes comestibles, etc. 
Le film Garbage Warrior retrace la vie de son inventeur ainsi que de la communauté qui l'entoure.

Bâtiment à énergie passive et autosuffisant.
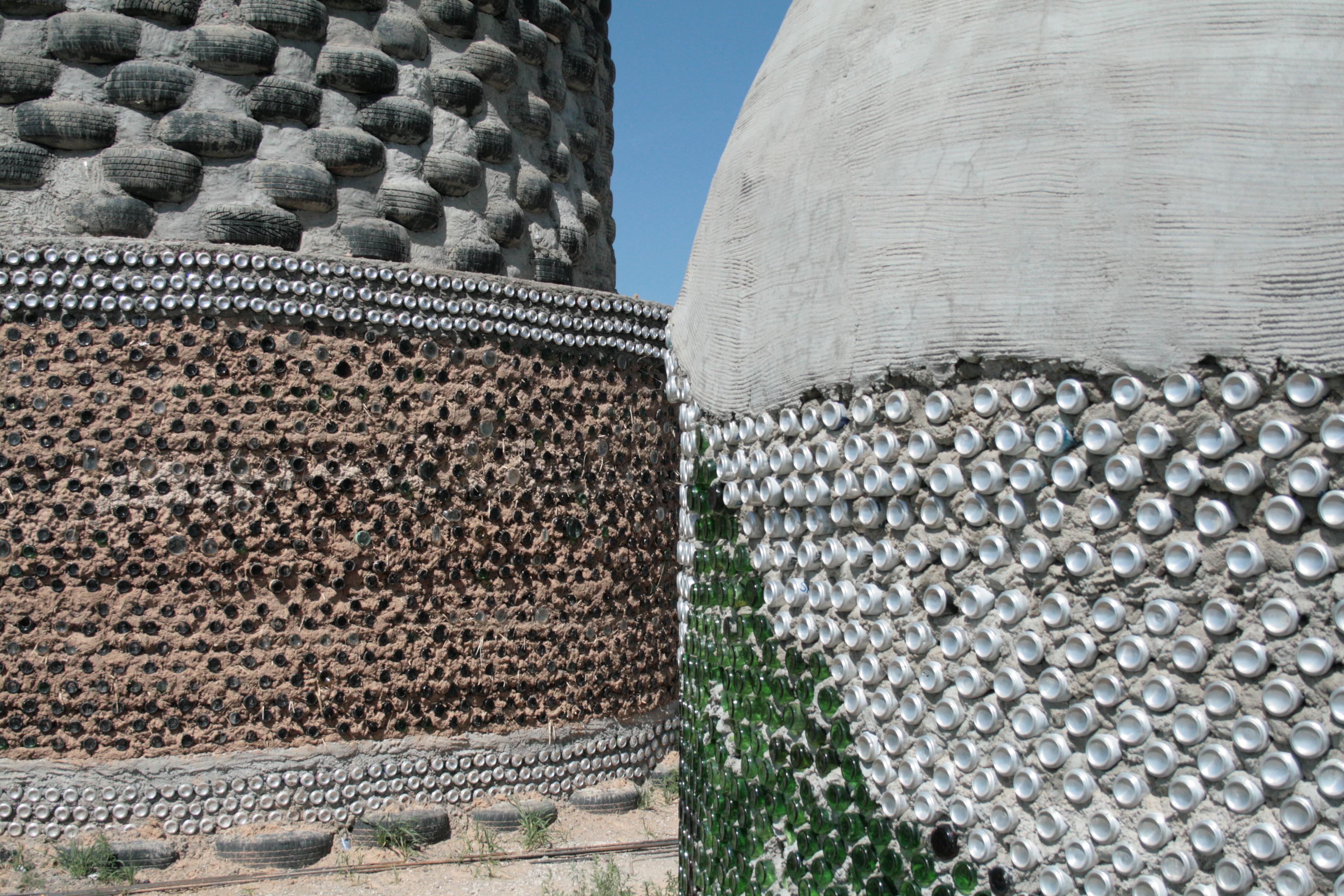
Géonef en pneus et canettes.
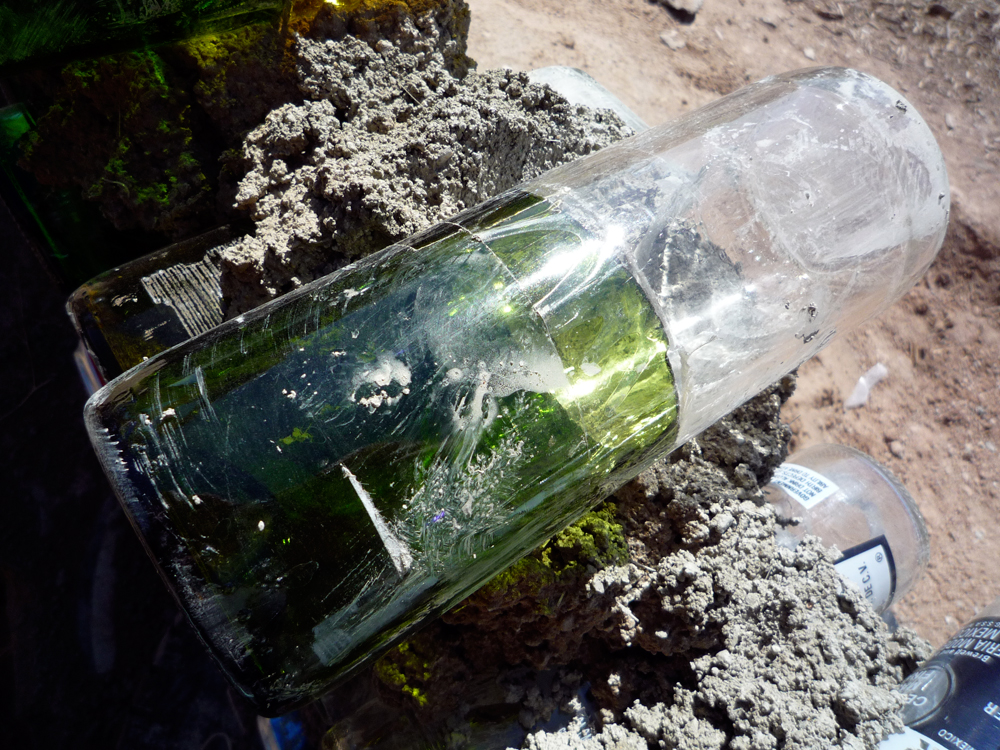
Utilisation de bouteilles de verre dans la construction.
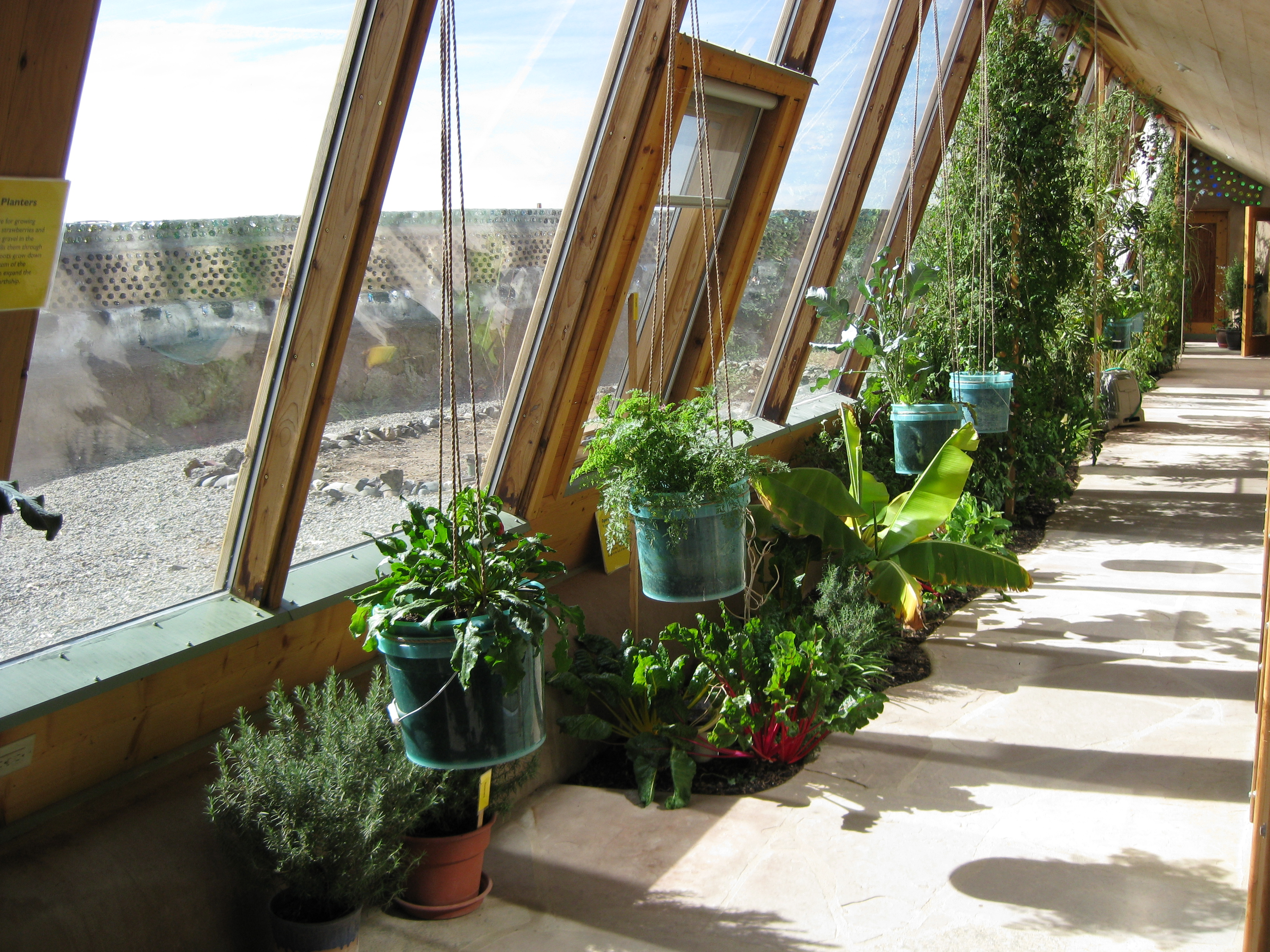
Vue d'une serre intégrée à une géonef.
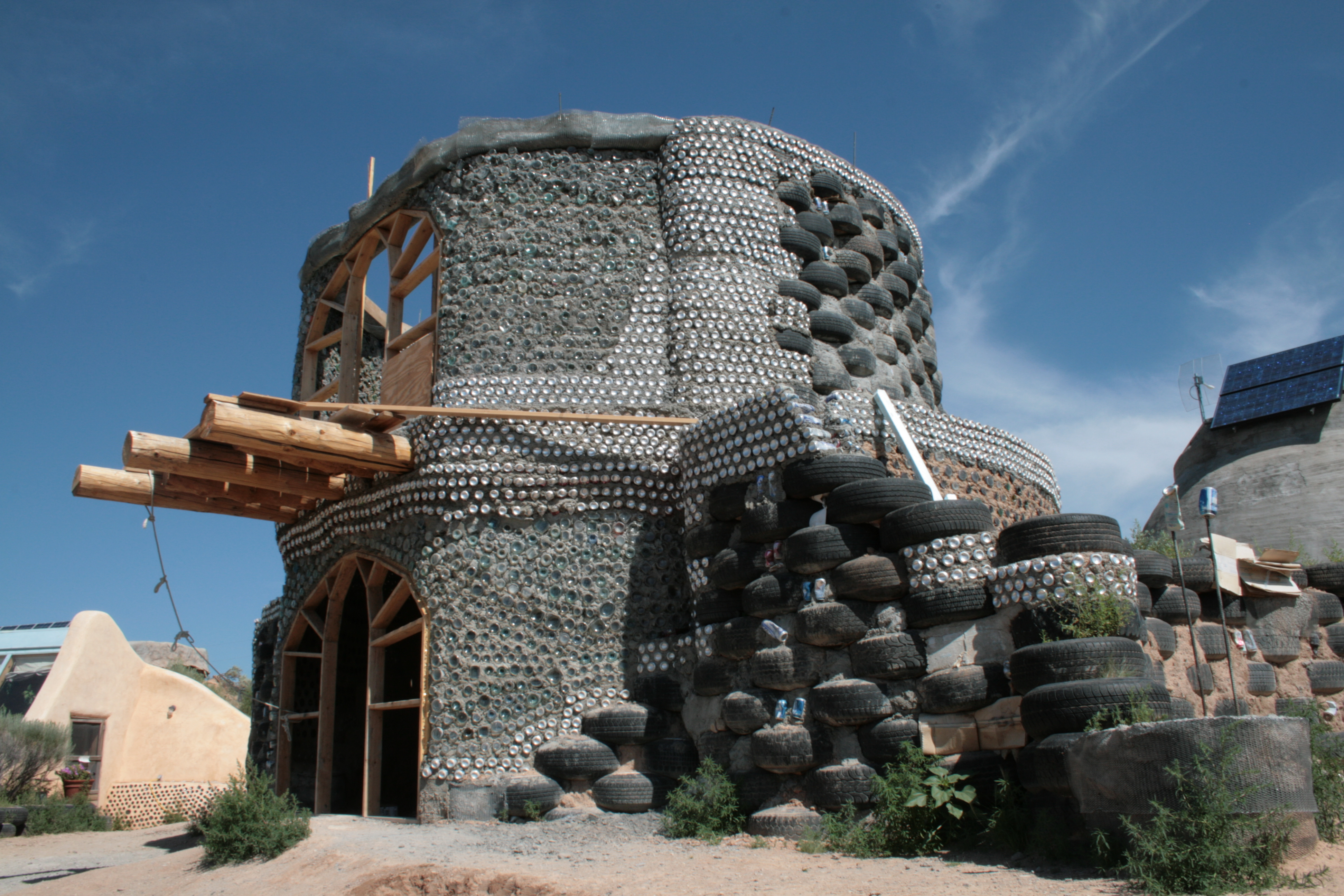
Géonef en cours de construction.
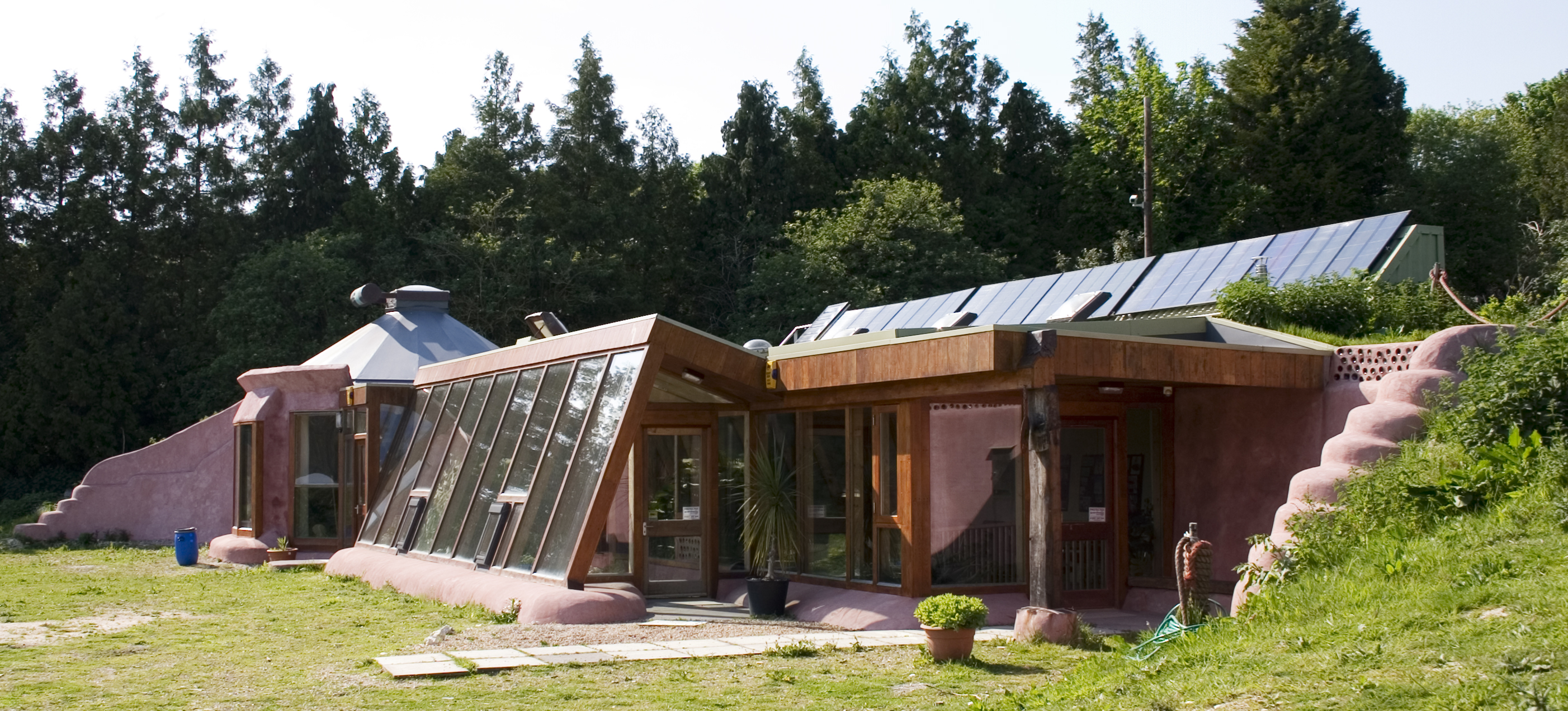
Une géonef à Brighton, Angleterre.

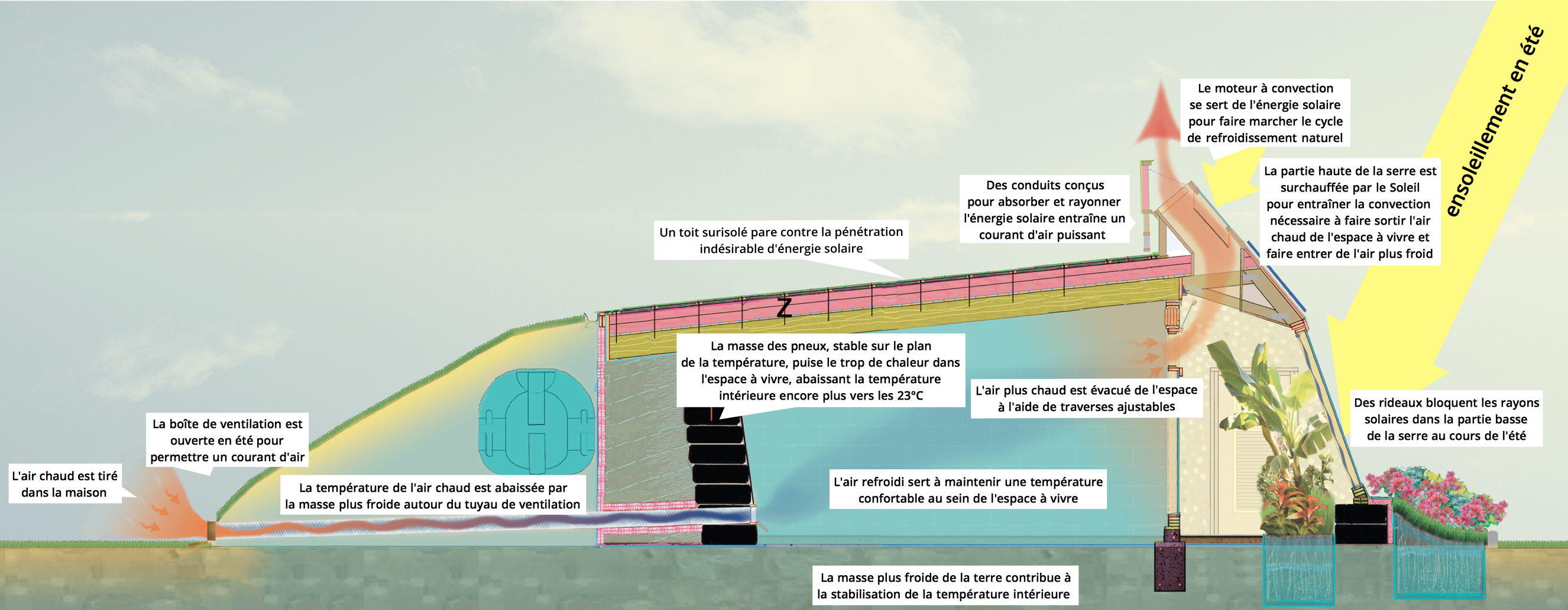
Bâtiment passif solaire.